# Список умерших в 966 году

## Январь
- 19 января — Фудзивара-но Асатада, японский вака-поэт и аристократ.
- Абу-ль-Хасан Али ибн аль-Ихшид, третий ихшид Египта (960/961—966).

## Март
- 28 марта — Флодоард, франкский историк и хронист[1].

## Июль
- 4 июля — Бенедикт V, Папа Римский (964)[2].
- 6 июля — Беренгар II, король Италии (950—964), маркграф Ивреи (923/924—964).

## Август
- 29 августа — Роберт I, граф Мо (946—966) и граф Труа (956—966).

## Октябрь
- 31 октября — Миро, граф Барселоны, Жероны и Осоны (947—966).

## Дата смерти неизвестна или требует уточнения
- Баграт II, грузинский принц Тао-Кларджети из династии Багратионов и князь Верхнего Тао (961—966).
- Виша Самбхава, царь Хотана.
- Ибрагим ибн Якуб, арабоязычный еврейский путешественник из мусульманской Испании; автор путевых записок.
- Након, князь (вождь) славянского племени ободритов.
- Санчо I, король Леона (956—958 и 960—966)[3].